# Batalha de Flodden
A Batalha de Flodden, Flodden Field, ou ocasionalmente Branxton, (Brainston Moor) foi uma batalha travada em 9 de setembro de 1513 durante a Guerra da Liga de Cambrai entre o Reino da Inglaterra e o Reino da Escócia, resultando em uma vitória inglesa. A batalha foi travada perto de Branxton, no condado de Northumberland, no norte da Inglaterra, entre um exército escocês invasor sob o rei Jaime IV da Escócia e um exército inglês comandado pelo Conde de Surrey. Em termos de número de tropas, foi a maior batalha travada entre os dois reinos.

## História
Travada em 9 de setembro de 1513 durante a Guerra da Liga de Cambrai entre o Reino da Inglaterra e o Reino da Escócia e resultou em uma vitória inglesa. A batalha foi travada perto de Branxton, no condado de Northumberland, no norte da Inglaterra, entre um exército escocês invasor sob o comando do rei Jaime IV e um exército inglês comandado pelo conde de Surrey.  Em termos de número de tropas, foi a maior batalha já travada entre os dois reinos.
Depois de sitiar e capturar vários castelos fronteiriços ingleses, Jaime acampou seu exército invasor em uma posição de comando no topo de uma colina em Flodden, esperou a força inglesa que havia sido enviada contra ele e recusou o desafio de lutar em campo aberto. O exército de Surrey, portanto, realizou uma marcha tortuosa para se posicionar na retaguarda do acampamento escocês. Os escoceses responderam abandonando seu acampamento e ocupando a colina adjacente de Branxton e negando-a aos ingleses.
A batalha começou com um duelo de artilharia seguido por um avanço ladeira abaixo da infantaria escocesa armada com lanças. Sem que os escoceses soubessem, uma área de terra pantanosa estava em seu caminho, o que teve o efeito de quebrar suas formações. Isso deu às tropas inglesas a chance de travar uma batalha corpo a corpo para a qual estavam mais bem equipadas. Jaime IV foi morto na luta e se tornou o último monarca da Grã-Bretanha a morrer em batalha. Isso e a perda de uma grande proporção da nobreza levaram a uma crise política na Escócia.
Os historiadores britânicos às vezes usam a Batalha de Flodden para marcar o fim da Idade Média nas Ilhas Britânicas; outro candidato é a Batalha de Bosworth Field em 1485.

## Baixas
O exército de Surrey perdeu 1 500 homens mortos em batalha. Houve vários relatos conflitantes sobre a perda escocesa. Um relato contemporâneo produzido em francês para o Royal Postmaster of England, imediatamente após a batalha, afirma que cerca de 10 000 escoceses foram mortos uma afirmação repetida por Henrique VIII em 16 de setembro, enquanto ele ainda não tinha certeza da morte de Jaime IV. William Knight enviou a notícia de Lille para Roma em 20 de setembro, alegando que 12 000 escoceses haviam morrido, com menos de 500 baixas inglesas. Os boletins italianos colocam as perdas escocesas em 18 000 ou 20 000 e as inglesas em 5 000. Brian Tuke, o escrivão inglês do Signet, enviou um boletim informativo informando que 10 000 escoceses foram mortos e 10 000 escaparam do campo. Tuke calculou que a força total de invasão escocesa foi de 60 000 e o exército inglês em 40 000. George Buchanan escreveu em sua História da Escócia (publicada em 1582) que, de acordo com as listas compiladas nos condados da Escócia, houve cerca de 5 000 mortos.  Uma placa no monumento ao 2º Duque de Norfolk (como o Conde de Surrey se tornou em 1514) em Thetford colocou o número em 17 000.  Edward Hall, trinta anos depois, escreveu em sua Crônica que "pelo menos 12 000 dos melhores cavalheiros e flores da Escócia" foram mortos.

### Projetos do 500º aniversário da Flodden
- Flodden 1513 communities Ecomuseum project
- Flodden 1513, the remembering Flodden project
- Flodden 500 years anniversary (2013): Follow the community archaeological project excavating in and around Flodden battlefield
- The Flooers O’ The Forest Greentrax Recordings CD de compilação de canções e músicas de Flodden.
- www.iFlodden.info